# Банк, Владимир Эммануилович
Владимир Эммануилович Банк (1876, Петербург — 1942, Ленинград) — русский и советский библиограф

, библиотековед и педагог.

## Биография
Родился 14 (26) июня 1876 года в Санкт-Петербурге в семье мещан; отец — присяжный поверенный Эммануил Борисович Банк (1840, Россиены, Ковенская губерния — 1891, Санкт-Петербург), в 1880-е годы занимал должность гласного городской думы Санкт-Петербурга. 
В 1893 году, после окончания гимназии Г. Я. Гуревича, которую он окончил с золотой медалью, поступил на историко-филологический факультет Императорского Санкт-Петербургского университета. По окончании университета, в 1898 году он устроился на работу в Императорскую публичную библиотеку в качестве вольнотрудящегося, в 1901 году был зачислен в штат библиотеки — заведовал отделом исторической литературы. 
После 1917 года под его руководством происходила перестройка работы библиотеки. Являлся основателем справочно-библиографической службы публичной библиотеки и вместе с А. И. Браудо развивал её и заведовал данной службой и в 1923 году он переименовал её в справочно-библиографическое бюро. Являлся основателем сводных каталогов, которые по его мнению должны были улучшать комплектование библиотечных фондов и организовать обслуживание читателей. В 1920—1930-х гг. были составлены первые сводные каталоги иностранных поступлений в библиотеки Ленинграда. В 1919 году он организовал высшие курсы библиотековедения, с 1920 по 1930 год заведовал ими, с 1933 по 1939 год занимал должность председателя предметной комиссии. В 1935 году основал аспирантуру при публичной библиотеке, являлся реорганизатором публичной библиотеки — благодаря ему библиотека перешла от системы отраслевых и языковых отделений к функциональным отделам. Преподавал библиотековедение на высших курсах Ленинградского университета и других учебных заведениях (1920—1930-е гг.). 
В середине 1930-х годов был репрессирован по обвинению в засорении кадров, развале научной работы и саботаже. В 1936 году был арестован, но в связи с отсутствием состава преступлений был быстро выпущен на свободу. Однако научное сообщество настаивало на его виновности, и поэтому осенью 1937 года В. Э. Банк был уволен из Публичной библиотеки, а также отстранён от педагогической работы и снят с должности руководителя Ассоциации научных библиотек. Незадолго до своей смерти, Н. К. Крупская назвала обвинения абсурдными и приказала восстановить его в должности и в 1938 году он был восстановлен в публичной библиотеке. 
В 1941 году он заведовал отделом иностранного фонда, а также аспирантурой и кабинетом библиотековедения. После начала Великой Отечественной войны отказался от эвакуации и занимался спасением фондов и каталогов. Жил по адресу Улица Восстания, д. 7, кв. 4. 
Отказ от эвакуации привёл к очень плачевным результатам — он попал в начальную стадию Блокады Ленинграда. Скончался 10 января 1942 года в Ленинграде от голода.
Сын Борис Банк пошёл по его стопам — став библиотековедом и продолжателем дела своего отца.

## Научные работы
Основные научные работы посвящены библиотековедению. Автор ряда научных работ и книг.

## Источник
- Биография.